# Promachus promiscuus
Promachus promiscuus är en tvåvingeart som först beskrevs av Hobby 1936.  Promachus promiscuus ingår i släktet Promachus och familjen rovflugor.
Artens utbredningsområde är Kongo. Inga underarter finns listade i Catalogue of Life.